# Festival Balélec
 (janvier 2025).
Si vous disposez d'ouvrages ou d'articles de référence ou si vous connaissez des sites web de qualité traitant du thème abordé ici, merci de compléter l'article en donnant les références utiles à sa vérifiabilité et en les liant à la section « Notes et références ».
 (janvier 2025).
Le Festival Balélec est un festival de musique open-air en Suisse. Il est organisé par des bénévoles, en majorité étudiants, et se déroule chaque année au mois de mai sur le site de l'EPFL à Lausanne.  C'est à l'origine le bal de la section d'électricité de l'EPFL. Il se déroule sur une soirée durant laquelle l'école est transformée et est divisée en scènes et clubs où ont lieu différentes prestations musicales. Avec une capacité de 15 000 festivaliers et plus de 20 concerts en une soirée, le festival Balélec est considéré comme un des plus grands festivals organisés par des étudiants en Europe.

## L'association
Le Festival Balélec est une association à but non lucratif et reconnue d'utilité publique gérée par un comité d'une cinquantaine de bénévoles, pour la plupart étudiants. L'association est divisée en plusieurs pôles[source secondaire souhaitée] qui gèrent chacun un aspect particulier de la manifestation. Par ailleurs, le comité fait appel chaque année à des professionnels du spectacle ainsi qu'à près de 350 bénévoles la semaine précédant la manifestation pour le montage du festival (des scènes notamment) ainsi que pour le démontage[source secondaire souhaitée]. Le budget du festival s'élève à plus d'un demi-million de francs suisses[réf. nécessaire].

## Historique
Balélec est, à l'origine, le bal de la section d'électricité de l'École polytechnique fédérale de Lausanne (EPFL), d'où son nom. Créé par des enseignants de l'école, le bal a ensuite été repris par des étudiants qui l'ont progressivement transformé en festival[réf. souhaitée].
La 40e édition, prévue en 2020 est reportée à 2021 puis à nouveau à 2022 en de la pandémie de Covid-19.

### Édition 2018
La 38e édition se déroule le 4 mai 2018.
| Grande Scène                               | Scène Azimuts | RedOx Club        | Scène Squatt  | BiblioTech        | Scène Satellite    |
| ------------------------------------------ | ------------- | ----------------- | ------------- | ----------------- | ------------------ |
| Gogol Bordello                             | Hacktivist    | George Fitzgerald | Wugs          | Konstantin Sibold | Les 3 Fromages     |
| Stand High Patrol                          | La Yegros     | Karenn Live       | Buried Skies  | Jon K             | Danitsa            |
| Orchestre Tout Puissant Marcel Duchamp XXL | Hugo Kant     | Acid Arab         | Venus On fyre | Morse             | BSD                |
| Rootwords                                  | NOFLIPE       | La Main Mise      | STRZ          | Yolek B2B Yanneck | Nathalie Froehlich |
|                                            |               |                   | La Fougue     |                   |                    |

### Édition 2016
La 36e édition se déroule le 13 mai 2016.
| Grande Scène                  | Scène Azimuts  | RedOx Club       | Scène Squatt       | The Garden Club       |
| ----------------------------- | -------------- | ---------------- | ------------------ | --------------------- |
| Fritz Kalkbrenner             | The Skatalites | The Hacker       | Gadjo Loco         | POPOF                 |
| Me First and the Gimme Gimmes | Chapelier Fou  | Dave Clarke      | Rocket Van         | Viken Arman           |
| Smokey Joe & The Kid          | Iphaze         | W.LV.S           | Down to the bunker | La Foret              |
| Kid Wise                      | Viper Swing    | Royal Frass Club | T.EDDYson          | NATA                  |
|                               |                |                  | Cauliflower        | Spacek B2B Funky Chap |

### Édition 2013
La 33e édition se déroule le 3 mai 2013 et accueille 15 000 personnes, se déroulant ainsi à guichets fermés 

### Édition 2011
La 31e édition se déroule le 13 mai 2011. Le festival accueille notamment Les Wampas, Vitalic, The Congos, Kurtis Blow et SebastiAn.
| Grande Scène          | Scène Azimuts | SoundGate    | Coupole             | Scène Sat                 | Scène Squatt   | Tourbus           |
| --------------------- | ------------- | ------------ | ------------------- | ------------------------- | -------------- | ----------------- |
| Vitalic V Mirror Live | EZ3kiel       | SebastiAn    | DJ Lady Kate        | Les Monstroplantes        | Jaeko          | The Crags         |
| Les Wampas            | Kurtis Blow   | Beat Torrent | Make the Girl Dance | The Fat Bastard Gang Band | Blown          | Guess What        |
| The Abyssinians       | Zuul FX       | Cee-Roo      | Missill             | Electric Bazar Cie        | Camion         | Metropolitan Parc |
| The Congos            | Die on Monday | Horasse      | Asphalt Child       | République Atypique       | Babes of Glory |                   |
| Professor Wouassa     |               |              |                     |                           | Green Fairy    |                   |